# بانک گرجستان
بانک گرجستان (انگلیسی: Bank of Georgia) شرکت خدمات مالی و بانکداری گرجستانی است، که در سال ۱۹۰۳ تأسیس شد.